# Taku River
Der Taku River ist ein etwa 87 Kilometer langer Zufluss des Pazifischen Ozeans in den Boundary Ranges, einem Gebirgszug der Coast Mountains, an der nordamerikanischen Pazifikküste.

## Flusslauf
Er wird unter anderem von der südlich gelegenen Stikine Icecap und dem nördlich gelegenen Juneau Icefield gespeist. Der Fluss trägt den Namen Taku ab dem Zusammenfluss von Inklin River und Nakina River rund 50 Kilometer südöstlich des Atlin Lake in der kanadischen Provinz British Columbia. Er fließt südwestwärts, überquert die kanadisch-amerikanische Grenze und mündet knapp 30 km nordöstlich von Alaskas Hauptstadt Juneau in das Taku Inlet, eine Bucht der Stephens Passage.
Die Gesamtlänge mit Quellflüssen beträgt 250 Kilometer. Das Einzugsgebiet umfasst 29.800 km², davon 2300 km² in Alaska. Am Pegel 08BB005 (⊙) nahe Juneau beträgt der mittlere Abfluss 390 m³/s.
Im Taku Inlet trifft der Fluss auf den Taku-Gletscher, der ihn bis ins 18. Jahrhundert mehrfach aufgestaut hat. Der dadurch gebildete Stausee hat den Eisdamm letztmals 1750 durchbrochen und ist seither nicht wieder entstanden.
Der Unterlauf des Taku River ist neben dem Alexanderarchipel Lebensraum der Taku, einer Gruppe der Tlingit-Indianer.